# القصادة (جازان)
قرية القصادة، أحد قرى منطقة جازان وهي قرية سكنية تابعة لبلدية محافظة صبيا جنوب غرب المملكة العربية السعودية ، تبعد 16 كم باتجاه الجنوب من مدينة صبيا في طريق أسفلت 12 كم و4 كم طريق سهل.

## الموقع
تقع القصادة في السهل الممتد بين جبال السروات شرقا والشواطئ الشرقية للبحر الأحمر غربا, بجوار مدينة صبيا في الجزء الجنوبي الغربي من المملكة العربية السعودية، وتبعد بحوالي أربعين كيلومترا بالاتجاه الشمال الشرقي من مدينة جازان.

## عدد السكان
بلغ عدد سكان قرية القصادة بحسب التعداد السكاني للعام 1431 هـ 376 نسمة منهم 374 من السعوديين و2 غير السعوديين.

## انظر ايضاً
- صبيا
- أبو عريش

## وصلات خارجية
- بيانات المجلس البلدي من الأمانة العامة لشؤون المجالس البلدية
- حصر الخدمات بالمدن والقرى بمنطقة جازان
- دليل الخدمات بمنطقة جازان